# Campo de O’Donnell
A Campo de O’Donnell volt a Real Madrid első mai értelemben vett stadionja. Az épületet 1912-ben nyitották meg, és 1923-ig volt használatban. Befogadóképessége ötezer fő volt.
1923-tól a klub a Campo de Ciudad Linealt használta ehelyett.

## Külső hivatkozások
- Stadiontörténelem